# Administrativní dělení Estonska

Územní celky vyšší úrovně - 15 krajů

Územní celky nižší úrovně - 79 samosprávných obcí

Estonsko se od roku 1990 administrativně člení v kraje (estonsky maakond), které se dále člení v samosprávy (omavalitsus). Samosprávou může být buď statutární město (linn), nebo venkovská obec (vald), do níž mohou patřit města (linn), městysy (alev), městečka (alevik) a vesnice (küla).
Kraje jsou jednotkami státní správy. Výkonným orgánem státní moci v krajích je krajské zastupitelstvo (maavalitsus) v čele s hejtmanem (maavanem), kterého do funkce jmenuje vláda Estonské republiky.
Ve statutárních městech a v obcích je nositelem moci zastupitelstvo (volikogu, resp. ve městech linnavolikogu a v obcích vallavolikogu), které je voleno tajným hlasováním v přímých a všeobecných volbách na funkční období čtyř let. Výkonným orgánem zastupitelstva je tzv. městská nebo obecní vláda (valitsus, resp. linnavalitsus nebo vallavalitsus) v čele se starostou (ve městech linnavanem či linnapea, v obcích vallavanem).

## Dějiny
Dvoustupňové správní členění obdobné dnešnímu členění na kraje a obce bylo v Estonsku užíváno již v prehistorické době, tj. nejpozději na začátku 2. tisíciletí. Před dobytím Estonska existovala místní souručenství (kihelkond), tvořená zpravidla několika příbuzensky nebo pracovně propojenými vesnicemi, která se dále sdružovala v kraje (maakond).
Po dobytí Estonska a jeho rozdělení mezi biskupství Ösel-Wiek, biskupství tarbatské, území Mečového řádu a Dánsko ve 13. století se administrativní jednotkou obdobnou krajům stala fojtství (foogtkond) a na řádovém území též komturství (komtuurkond). Stará souručenství byla vystřídána farními okrsky, pro něž se dokonce vžilo označení týmž slovem (kihelkond). Sídla, jimž byla udělena městská privilegia (do konce 15. století jich bylo devět), byla na těchto územních jednotkách částečně či zcela nezávislá.
Když po Livonské válce získalo vládu nejprve nad částí a posléze nad celým Estonskem Švédsko, byly na estonském území jednotně obnoveny kraje (švédsky län, estonsky maakond nebo lään). Nižší jednotkou nadále zůstávala farnost (švédsky socken, estonsky kihelkond).
Na počátku 18. století ztratilo Švédsko v Severní válce své baltské državy a Estonsko se dostalo pod vládu Ruska, které ovšem místní správu ponechalo v rukou baltoněmecké šlechty. Estonské území bylo začleněno do ruské říše jako dvě gubernie (ruština губерния, němčina Gouvernement, estonsky kubermang), které se dále dělily na okresy (německy Kreis, estonsky maakond nebo kreis), rozlohou odpovídající přibližně dnešním krajům. Nižší jednotkou byly i nadále farnosti (německy Kirchspiel, estonsky kihelkond), avšak souběžně se od 17. století začalo užívat též označení vald (původně "moc", "vláda", "dosah") pro vesnice a usedlosti patřící k jednomu panskému statku (mõis). Po zrušení nevolnictví (1816 v estonské a 1819 v livonské gubernii) se tyto celky začaly měnit v samosprávné obce, které pak byly označeny stejným slovem vald.
Po správní reformě roku 1866 byly obce odděleny od samotných panských statků a jim bezprostředně náležejících pozemků a získaly právo volit si své místní zastupitelstvo (volikogu). Po Únorové revoluci byla tato zastupitelstva přejmenována na rady (rusky совет, estonsky nõukogu), ale obecní struktura zůstala zachována.
Po založení samostatné Estonské republiky roku 1918 byly někdejší okresy přejmenovány opět na kraje (maakond) a zvětšiny ponechány v týchž hranicích. Nižší správní jednotkou se v plném smyslu nyní staly obce (vald), k nimž byly nyní připojeny i dříve nezávislé panské statky. V roce 1926 byly dosavadní obecní rady (nõukogu) přejmenovány opět v zastupitelstva (volikogu). Na obcích nezávislá byla sídla se statusem města (celkem 12) či městyse (celkem 8).
Během 20. a 30. let byl počet takto vzniklých obcí postupně zmenšován ve snaze zefektivnit fungování samospráv. Na počátku roku 1939 však bylo v Estonsku ještě 365 obcí, z nichž mnohé byly sotva schopny samostatného provozu samosprávy. Správní reformou 1. dubna toho roku byly obce v dosavadních hranicích zrušeny a místo nich bylo vytvořeno 248 nových obcí. Města a městyse, kterých v té době výrazně přibylo, byly zákonem o městech v roce 1938 všechny provolány městy a nově rozděleny do čtyř skupin podle velikosti.
Se sovětskou okupací Estonska se od roku 1945 změnilo i správní uspořádání. Dosavadních dvanáct krajů bylo zrušeno a nahrazeno 39 okresy (rusky район, estonsky rajoon), které byly roku 1952 sdruženy do tří oblastí (rusky область, estonsky oblast), a v obcích byly založeny vesnické sověty (rusky сельский совет, estonsky külanõukogu), které nejprve koexistovaly s dosavadní obecní správou, než byly v roce 1950 obce zcela zrušeny a vesnické sověty je nahradily. Byl rovněž obnoven status městyse a řada dosavadních vesnic vyrostla v městyse či města, zejména v oblasti těžby živičných břidlic (kraj Ida-Virumaa). Některá města byla administrativně podřízena přímo Estonské SSR, jiná zůstala jako samostatné správní jednotky podřízena okresům.
Oblasti byly již v roce 1953 opět zrušeny jako neefektivní, a okresy v následujících letech postupně opět pospojovány do přibližné velikosti tradičních krajů. Souběžně byly spojovány vesnické sověty, protože z původně 637 vzniklých vesnických sovětů byla řada neživotaschopných. Koncem sovětské doby tak Estonsko mělo 15 okresů rozčleněných do 192 vesnických sovětů, 6 měst administrativně podřízených přímo republice, 27 měst podřízených okresu a 24 městysů.
V procesu obnovení Estonské samostatnosti v letech 1990-1993 byla provedena správní reforma, v níž se okresy ve svých stávajících hranicích staly kraji (maakond) a vesnické sověty obcemi (vald). Města a městyse s vlastními sověty byly buď jako samosprávné jednotky vřazeny do krajů, nebo včleněny do okolních obcí. V následujících letech pak z důvodů efektivnosti státní správy a samosprávy došlo v několika případech ke sloučení dvou či více obcí v jednu. 
V roce 2017 vyvrcholila rozsáhlá reforma územně-správního dělení státu, při které se výrazně zredukoval počet samosprávných obcí a měnily se i hranice mezi kraji. K roku 2020 tak Estonsko mělo v 15 krajích celkem 79 místních samospráv (ještě v roce 2005 jich bylo 227) - z toho 15 obcí městského typu a 64 obcí venkovského typu. Status města mělo celkem 47 sídel, z nich ovšem pouze 15 mělo vlastní samosprávu a  zbylých 32 je součástí některé ze samosprávných obcí. Dále se v Estonsku nachází 12 městysů, 187 městeček a více než 4,4 tisíce vesnic.